# Carangoides coeruleopinnatus
Carangoides coeruleopinnatus är en fiskart som först beskrevs av Rüppell, 1830.  Carangoides coeruleopinnatus ingår i släktet Carangoides och familjen taggmakrillfiskar. Inga underarter finns listade.